# The Caledonian Road
The Caldonian Road is een compositie van Sally Beamish.
Beamish groeide op in de omgeving van deze weg in Londen, die de bijnaam Cally draagt. Ze had de straat eerder als inspiratie gebruikt voor een hoorntrio. Dat werkte ze op verzoek van het Kamerorkest van Glasgow verder uit, na een geldelijke bijdrage van de Universiteit van Glasgow en de Schotse Kunstraad. Ze kwam met een werk voor kamerorkest, een orkestvorm waarvoor ze meerdere stukken zou schrijven. Pas later werd ze zich ervan bewust dat de Caledonian Road de uitvalsweg is uit Londen naar Schotland, de plek waar ze zich zou vestigen.
Het Kamerorkest van Glasgow gaf dan ook de première van dit werk op 13 juni 1998 in Glasgow.
Orkestratie:
- 2 dwarsfluiten (II ook piccolo), 2 hobo’s, 2 klarinetten, 2 fagotten
- 2 hoorns, 2 trompetten, geen trombone en tuba
- pauken , percussie, harp
- violen, altviolen, celli, contrabassen